# Драгоцвет
Драгоцвет је насељено место града Јагодине у Поморавском округу. Према попису из 2022. има 978 становника (према попису из 2011. било је 1147 становника).

## Историја
До Другог српског устанка Драгоцвет се налазио у саставу Османског царства. Након Другог српског устанка Драгоцвет улази у састав Кнежевине Србије и административно је припадао Јагодинској нахији и Левачкој кнежини све до 1834. године када је Србија подељена на сердарства.

## Демографија
У насељу Драгоцвет живи 837 пунолетних становника, а просечна старост становништва износи 43,7 година (41,8 код мушкараца и 45,6 код жена). У насељу има 328 домаћинстава, а просечан број чланова по домаћинству је 3,06.
Ово насеље је великим делом насељено Србима (према попису из 2002. године), а у последња три пописа, примећен је пад у броју становника.
|  |

| Демографија | Демографија | Демографија |
| Година      | Становника  | Становника  |
| ----------- | ----------- | ----------- |
| 1948.       | 1.070       |             |
| 1953.       | 1.039       |             |
| 1961.       | 1.129       |             |
| 1971.       | 1.094       |             |
| 1981.       | 1.129       |             |
| 1991.       | 1.118       | 1.103       |
| 2002.       | 1.003       | 1.023       |
| 2011.       | 1.147       |             |
| 2022.       | 978         |             |

| Етнички састав према попису из 2002.‍ | Етнички састав према попису из 2002.‍ | Етнички састав према попису из 2002.‍ | Етнички састав према попису из 2002.‍ | Етнички састав према попису из 2002.‍ |
| ------------------------------------ | ------------------------------------ | ------------------------------------ | ------------------------------------ | ------------------------------------ |
|                                      |                                      |                                      |                                      |                                      |
| Срби                                 | Срби                                 |                                      | 994                                  | 99,10%                               |
| Македонци                            | Македонци                            |                                      | 2                                    | 0,19%                                |
| Хрвати                               | Хрвати                               |                                      | 1                                    | 0,09%                                |
| Украјинци                            | Украјинци                            |                                      | 1                                    | 0,09%                                |
| непознато                            | непознато                            |                                      | 5                                    | 0,49%                                |

| Драгоцвет у пописима Јагодинске нахије — од 1818. до 1829.                        |       |       |       |       |       |       |          |       |       |       |       |       |
| Година пописа                                                                     | 1818. | 1819. | 1820. | 1821. | 1822. | 1823. | 1824/25. | 1825. | 1826. | 1827. | 1828. | 1829. |
| Куће                                                                              | 62    | 62    | 61    | 61    | 61    | 60    | 61       | 61    | 63    | 63    | 64    | 64    |
| Пореске главе*                                                                    | -     | 71    | 69    | 67    | 70    | 73    | 73       | 68    | 70    | 72    | 74    | 72    |
| Арачке главе**                                                                    | 381   | 134   | 135   | 135   | 138   | 141   | 149      | 148   | 168   | 163   | 176   | 181   |
| *Пореске главе = Ожењени мушкарци \| ** Арачке главе = Мушкарци од 7 до 70 година |       |       |       |       |       |       |          |       |       |       |       |       |

| Година пописа     | 1948. | 1953. | 1961. | 1971. | 1981. | 1991. | 2002. |
| ----------------- | ----- | ----- | ----- | ----- | ----- | ----- | ----- |
| Број домаћинстава | 195   | 210   | 287   | 312   | 335   | 345   | 328   |

| Број чланова      | 1  | 2  | 3  | 4  | 5  | 6  | 7 | 8 | 9 | 10 и више | Просек |
| ----------------- | -- | -- | -- | -- | -- | -- | - | - | - | --------- | ------ |
| Број домаћинстава | 62 | 88 | 60 | 55 | 32 | 21 | 5 | 2 | 2 | 1         | 3,06   |

| Пол    | Укупно | Неожењен/Неудата | Ожењен/Удата | Удовац/Удовица | Разведен/Разведена | Непознато |
| ------ | ------ | ---------------- | ------------ | -------------- | ------------------ | --------- |
| Мушки  | 434    | 109              | 281          | 29             | 14                 | 1         |
| Женски | 439    | 65               | 273          | 88             | 11                 | 2         |
| УКУПНО | 873    | 174              | 554          | 117            | 25                 | 3         |

| Пол    | Укупно                    | Пољопривреда, лов и шумарство | Рибарство                            | Вађење руде и камена | Прерађивачка индустрија       |
| ------ | ------------------------- | ----------------------------- | ------------------------------------ | -------------------- | ----------------------------- |
| Мушки  | 220                       | 53                            | 0                                    | 0                    | 105                           |
| Женски | 104                       | 32                            | 0                                    | 0                    | 22                            |
| УКУПНО | 324                       | 85                            | 0                                    | 0                    | 127                           |
| Пол    | Производња и снабдевање   | Грађевинарство                | Трговина                             | Хотели и ресторани   | Саобраћај, складиштење и везе |
| Мушки  | 4                         | 13                            | 12                                   | 1                    | 12                            |
| Женски | 0                         | 2                             | 19                                   | 1                    | 1                             |
| УКУПНО | 4                         | 15                            | 31                                   | 2                    | 13                            |
| Пол    | Финансијско посредовање   | Некретнине                    | Државна управа и одбрана             | Образовање           | Здравствени и социјални рад   |
| Мушки  | 1                         | 0                             | 4                                    | 3                    | 4                             |
| Женски | 2                         | 1                             | 1                                    | 7                    | 13                            |
| УКУПНО | 3                         | 1                             | 5                                    | 10                   | 17                            |
| Пол    | Остале услужне активности | Приватна домаћинства          | Екстериторијалне организације и тела | Непознато            | Непознато                     |
| Мушки  | 8                         | 0                             | 0                                    | 0                    | 0                             |
| Женски | 1                         | 0                             | 0                                    | 2                    | 2                             |
| УКУПНО | 9                         | 0                             | 0                                    | 2                    | 2                             |